# Cortes de Lérida (1375)
Las Cortes Catalanas fueron convocadas por el rey Pedro IV el Ceremonioso en Lérida, en 1375, y pusieron fin al período de regencia de la Generalidad de Cataluña.

## Antecedentes
El año 1374 fue especialmente duro en el Principado con terremotos, epidemias de peste y plagas que arruinaron las cosechas de trigo. A estas calamidades naturales hay que sumar las constantes incursiones de tropas mercenarias entrenadas en la guerra de los Cien Años, procedentes de Francia. El regente de la Generalidad, Bernat Bussot, tenía la responsabilidad de pagar las tropas que las Cortes de Barcelona (1372-1373) habían decidido reclutar para defenderse, pero apareció un nuevo frente, ya que el infante Jaime de Mallorca amenazó con invadir Cataluña en su pretensión de recuperar el reino de su padre. Bernat Bussot reclamó la convocatoria urgente de Cortes, pero no fue hasta 1375 cuando se pudieron celebrar en Lérida.

## Celebración
Destacó en estas Cortes la restitución del cargo de presidente de la Generalidad después de estar suspendido y bajo la administración de un regente desde 1367. El 24 de julio de 1375, nombró nuevo diputado residente a Romeu Sescomes, que ya había estado al cargo entre 1363 y 1364. Esta nueva estructura de diputados duró sólo un año, ya que en les Cortes de Monzón (1376) se nombraron nuevos diputados.
Con respecto a la defense frente a Jaime de Mallorca, las Cortes habían avanzado al rey a principios de 1375 la suma de 114.000 florines. En verano se concedieron 90.000 florines más para contratar 1000 lanzas durante un par de meses. Finalmente, el infante Jaime entró en Cataluña por Conflent, pero atravesó hacia Castella con pocos enfrentamientos.
| Predecesor: Cortes de Barcelona (1372) | Cortes Catalanas 1375 | Sucesor: Cortes de Monzón (1376-1377) |